# 稍合住
稍合住，又作稍和住，奚族，金朝契丹起事人物。
正隆六年（1161年），随西北路契丹人撒八、移剌窝斡等起兵反金，稍合住为将领，转战各地。次年，在作战中，被金将纥石烈志宁俘获。金军以封赏为诱，稍合住降金。被放回义军，相约擒拿起义军首领移剌窝斡。他交接亲信，许以官赏。挑拨义军将领间以及契丹和奚族之间的关系，诬陷奚人有异志，致使义军离心。九月，与神独斡等擒获移剌窝斡及其母徐辇、其妻、其子、子妇、弟、侄，缴获义军金银牌印等，向金西南路招讨使、元帅右都监完颜思敬军投降。移剌窝斡等被押送中都（今北京市）杀害，他因功被金朝封为同知震武军节度使事。